# Hemihyalea celsicola
Hemihyalea celsicola là một loài bướm đêm thuộc phân họ Arctiinae, họ Erebidae.